# خزنده دریایی

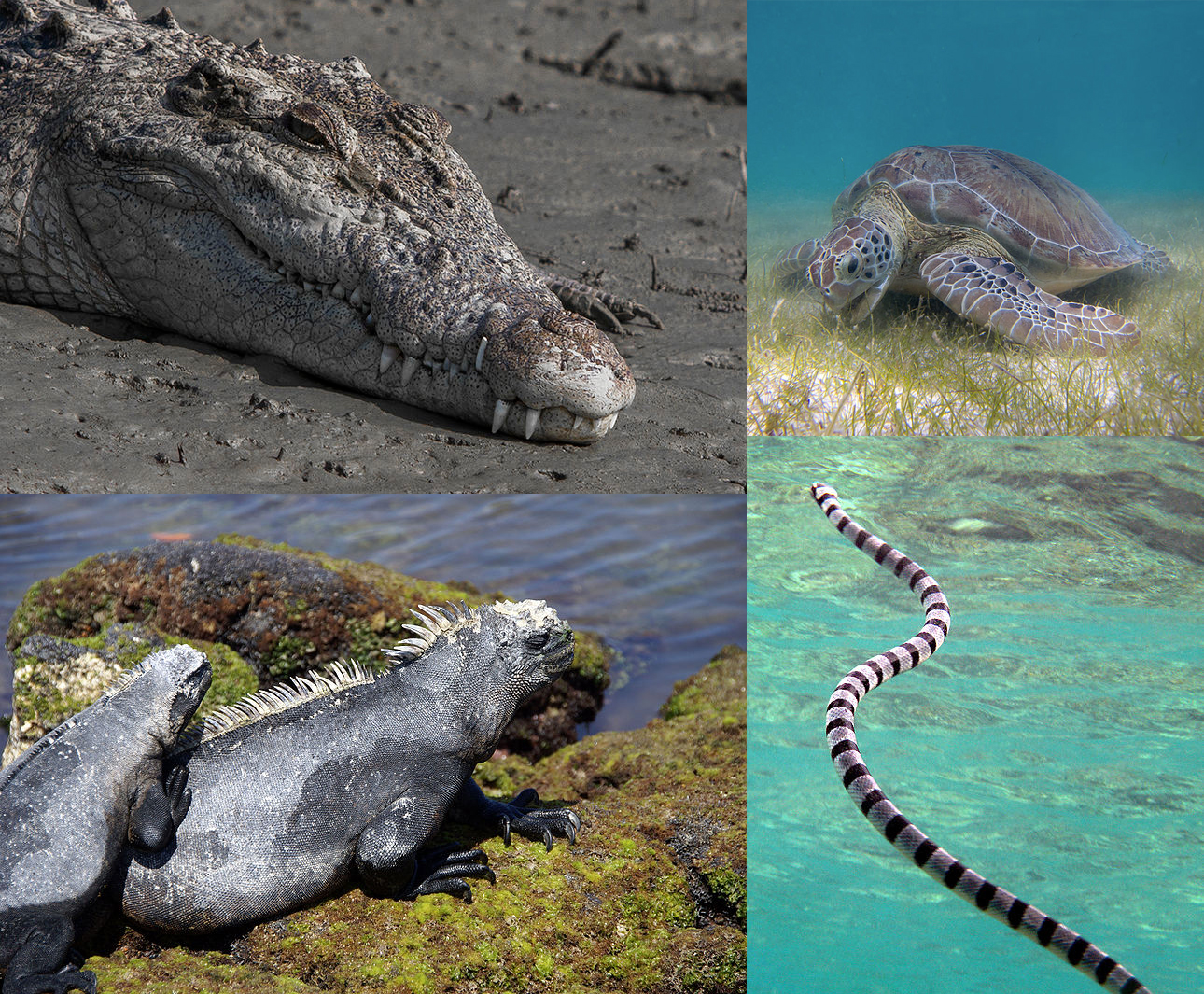
خزندگانی که در دریا زندگی می‌کنند: • تمساح آب شور (بالا چپ) • لاک‌پشت دریایی (بالا راست) • ایگوانای دریایی (پایین چپ) • مار دریایی (پایین راست)

خزنده دریایی (انگلیسی: Marine reptile) خزندگانی هستند که برای زندگی آبی یا نیمه‌آبی به‌طور ثانویه در محیط‌های دریایی سازگار شده‌اند.
اولین خزنده دریایی مزوسوروس (با موساسور اشتباه نشود) بوده که در دوره پرمین عصر پالئوزوئیک به وجود آمد. در دوران مزوزوئیک بسیاری از گروه‌های خزندگان با زندگی در دریاها سازگار شدند، از جمله کلادهای آشنا مانند ایکتیوسورها، پلزیوسارها (این دو راسته زمانی در گروه «انالیوسوریا» یک گروه می‌شدند که اکنون جدا طبقه‌بندی شده است. از نظر کلاسدی منسوخ شده)، موزاسورها، نوتوسورها، پلاکودنت‌ها، لاک پشت‌های دریایی، تالاتوزارها و تالاتوسوچیان. بیشتر گروه‌های خزندگان دریایی در پایان دوره کرتاسه منقرض شدند، اما برخی از آنها هنوز در طول سنوزوئیک وجود داشتند که مهم‌ترین آنها لاک پشت‌های دریایی بودند. دیگر خزندگان دریایی سنوزوئیک شامل دورمیدیدها، مارهای پالئوفید، چند choristoderes مانند سیمودوزاروس و کروکودیلومورف‌های دیروزارید بودند. انواع مختلفی از تمساحان پوزه‌باریک دریایی تا اواخر میوسن به‌طور گسترده باقی مانده‌اند.انواع مختلفی از کوریستودراپوزه‌باریک دریایی و بلوط‌خزندگان و Palaeophiidae انواع مختلفی از تمساح‌های گاویالید دریایی تا اواخر میوسن به‌طور گسترده باقی مانده‌اند.
برخی از خزندگان دریایی مانند ایکتیوسورها، پلزیوسارها، تالاتوسوچیان متریورینچید و موزاسورها چنان با سبک زندگی دریایی سازگار شدند که دیگر قادر به ورود به خشکی نبودند و در آب به دنیا آوردند. برخی دیگر مانند لاک پشت‌های دریایی و تمساح‌های آب شور برای تخم‌گذاری به ساحل بازمی‌گردند. برخی از خزندگان دریایی نیز گهگاه در خشکی استراحت و آبتنی می‌کنند.